# Công viên kỷ Jura III
Công viên kỷ Jura III hoặc Công viên khủng long III (tựa gốc tiếng Anh: Jurassic Park III) là một bộ phim kinh dị - viễn tưởng - phiêu lưu Mỹ do Joe Johnston làm đạo diễn. Phim phát hành năm 2001, là phần tiếp theo của hai bộ phim Công viên kỷ Jura (1993) và Thế giới bị mất: Công viên kỷ Jura (1997).
Steven Spielberg không làm đạo diễn trong phần này, ông giao lại cho Joe Johnston đạo diễn. Bộ phim cũng không còn dựa theo tác phẩm của Michael Crichton như hai phim trước, chỉ có một vài nhân vật trong cuốn tiểu thuyết được đưa vào phim.
Tại Việt Nam phim được Công ty Trách Nhiệm Hữu Hạn Truyền thông Purpose mua bản quyền, lồng tiếng và phát sóng trên kênh HTV3 - DreamsTV vào ngày 27/10/2018.

## Nội dung
Cậu bé Eric Kirby 12 tuổi đang chơi nhảy dù ở vùng biển gần hòn đảo Isla Sorna. Một sinh vật bí ẩn tấn công con thuyền, làm Eric rơi vào hòn đảo. Erik gặp nạn cùng với ông bố dượng Ben, khi cha cậu là Paul và mẹ là Amada đã chia tay nhau. Điều này góp phần giúp đôi vợ chồng tái hợp nhau, trong khi lên kế hoạch cứu cậu nhóc.
Ở đất liền, Tiến sĩ Alan Grant đã trở nên nổi tiếng sau chuyến phiêu lưu ở Công viên kỷ Jura. Phụ tá của Grant là Billy Brennan tạo ra một ống thanh quản có thể giả tiếng kêu của Velociraptor. Tuy có danh tiếng là vậy, Alan vẫn gặp khó khăn về nguồn tài trợ cho dự án. Còn Ellie Sattler đã kết hôn và có hai đứa con, nhưng bà vẫn cùng Grant theo dõi các nghiên cứu về loài khủng long ăn thịt.
Hai vợ chồng Paul và Amanda Kirby mời Grant đi cùng họ đến hòn đảo Isla Sorna làm hướng dẫn viên du lịch. Họ cùng nhau lên máy bay đến hòn đảo Isla Sorna. Trên chuyến bay gồm có: Grant, Billy, Paul, Amanda, trợ lái Udesky, trưởng đoàn Cooper và phi công Nash. Khi họ xuống hòn đảo, con khủng long Spinosaurus đã ăn thịt Cooper và Nash. Nó làm cho chiếc máy bay đâm thẳng vào rừng. Cả nhóm bỏ chạy thì gặp con T.rex, họ để cho hai con khủng long lao vào đánh nhau. Con Spinosaurus giết chết con T.rex.
Grant biết được hai vợ chồng Kirby đang muốn tìm đứa con trai Eric của họ đang mất tích trên hòn đảo này. Cả nhóm tìm thấy một cái dù và một xác người chết. Cả nhóm lấy cái dù, và đến tổ của bọn Velociraptor. Họ vào trong trụ sở bỏ hoang của InGen, nơi mà Amanda bị một con Velociraptor tấn công. Con raptor gọi những con Veciloraptor khác đến đuổi theo họ. Cả nhóm bỏ chạy cùng với đám Corythosaurus và Parasaurolophus, tạo nên cuộc chạy tán loạn, làm Grant chạy tách ra khỏi nhóm. Những người khác đã leo lên cây kịp lúc, trong khi Udesky bị bọn raptor bắt được và bị xé xác.
Grant sắp bị bọn raptor bao vây, nhưng cậu bé Eric đã cứu anh và đưa anh về nơi ẩn náu. Sáng hôm sau, Grant và Eric gặp lại Billy và vợ chồng Kirby. Paul kể rằng anh đã đưa cái điện thoại cho Nash trước khi anh ta bị ăn thịt, trước khi cả nhóm bị con Spinosaurus tấn công. Grant phát hiện Billy đã lấy cắp hai quả trứng của bọn raptor, điều này làm bọn raptor đuổi theo họ. Cả nhóm vô tình đi vào khu vực của thằn lằn bay Pteranodon, nó tấn công họ và gắp Eric bay đi. Billy sử dụng cái dù giải cứu Eric, rồi chính anh bị con thằn lằn bay tấn công. Những người còn lại chạy thoát trên một con thuyền.
Đêm đó, cả nhóm nghe tiếng điện thoại vang lên trong đống phân của con Spinosaurus, và họ tìm thấy cái điện thoại. Mưa bắt đầu rơi, Grant cố gắng gọi điện cho Sattler, con Spinosaurus tấn công con thuyền. Grant tạo ra một ngọn lửa lớn làm con Spinosaurus phải bỏ chạy. Ngày hôm sau, cả nhóm đang ra bờ biển thì bị bọn raptor bao vây. Grant trả lại hai quả trứng cho bọn raptor, rồi dùng ống thanh quản thổi ra tiếng kêu giả để đuổi chúng đi. Lúc ra đến bờ biển, cả nhóm được quân đội Mỹ đón về. Họ phát hiện Billy vẫn còn sống và đang quân y cứu thương. Trực thăng đưa họ rời khỏi hòn đảo, họ nhìn thấy một đám thằn lằn bay, Grant cho rằng chúng "đang đi tìm tổ mới".

## Diễn viên
- Sam Neill vai Tiến sĩ Alan Grant
- William H. Macy vai Paul Kirby
- Téa Leoni vai Amanda Kirby
- Trevor Morgan vai Eric Kirby
- Alessandro Nivola vai Billy Brennan
- Laura Dern vai Tiến sĩ Ellie Sattler
- Michael Jeter vai Udesky
- Bruce A. Young vai Nash
- John Diehl vai Cooper
- Taylor Nichols vai Mark Degler
- Mark Harelik vai Ben Hildebrand
- Julio Oscar Mechoso vai Enrique Cardoso
- Blake Michael Bryan vai Charlie Degler
- Sarah Danielle Madison vai Cheryl Logan
- Linda Park vai Hannah